# Elnöki Szabadság-érdemrend
Az Elnöki Szabadság-érdemrendet az Amerikai Egyesült Államok elnöke adományozza, a szabadság érdemrend az egyesült államok legmagasabb polgári kitüntetése. Az Elnöki Szabadság-érdemrend díjazottjairól a mindenkori amerikai elnök személyesen dönt. Olyanoknak adományozza, akikről úgy tartja, hogy különösen sokat tettek az Egyesült Államok biztonságáért, nemzeti érdekeiért, a világbékéért, egyéni illetve közösségi célokért az élet bármely területén. Bár a díj polgári, katonai személyek is megkaphatják és jelvényét a katonai uniformisukon is viselhetik.
Az Egyesült Államok legmagasabb civil kitüntetését Harry S. Truman elnök alapította 1945-ben a II. világháborúban teljesített civil szolgálat elismerésére, majd John F. Kennedy elnök 1963-ban megerősítette a hagyományt, s a kitüntetést a kiemelkedő hivatásbeli teljesítmények jutalmazására is kiterjesztette.

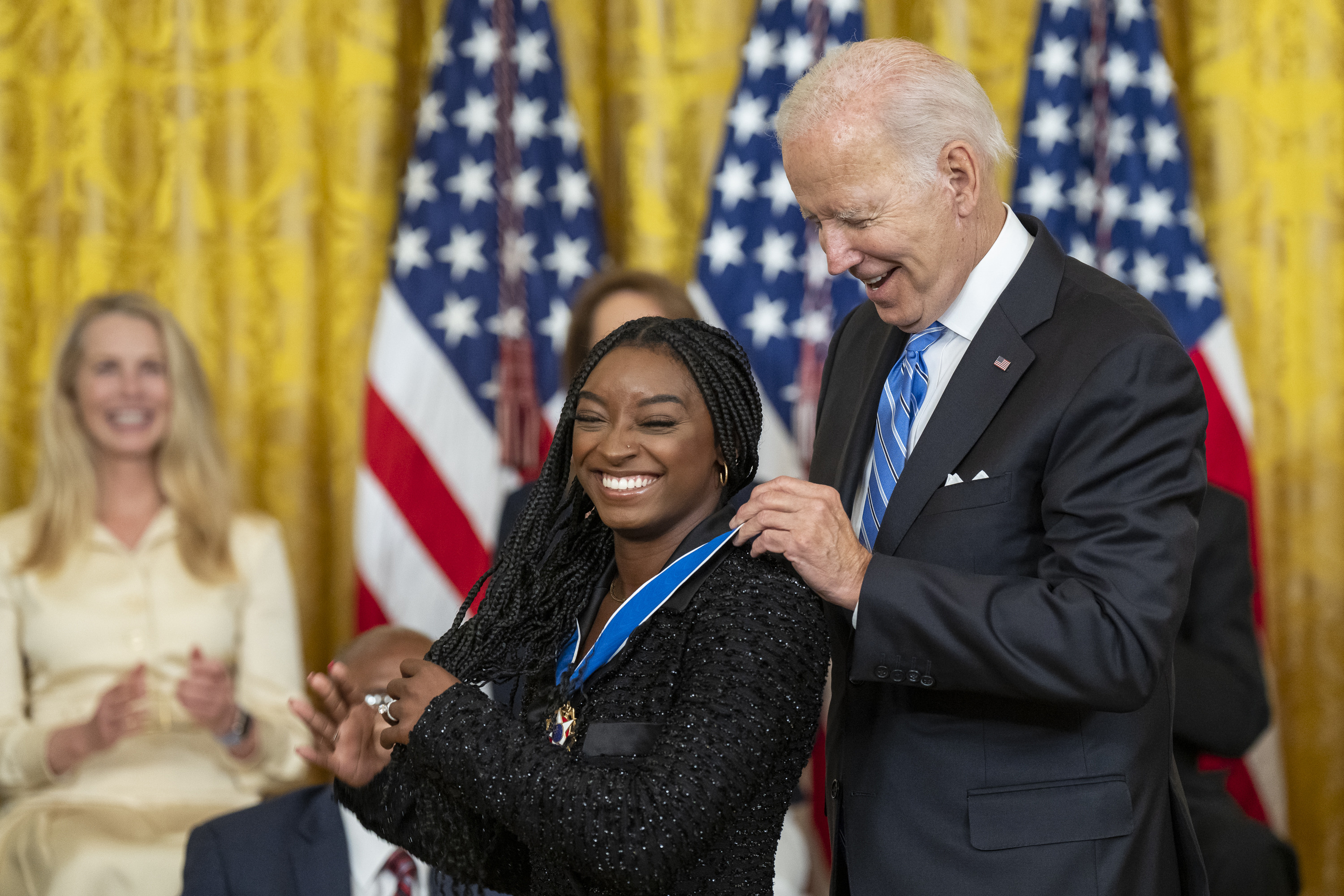
Joe Biden és Simone Biles

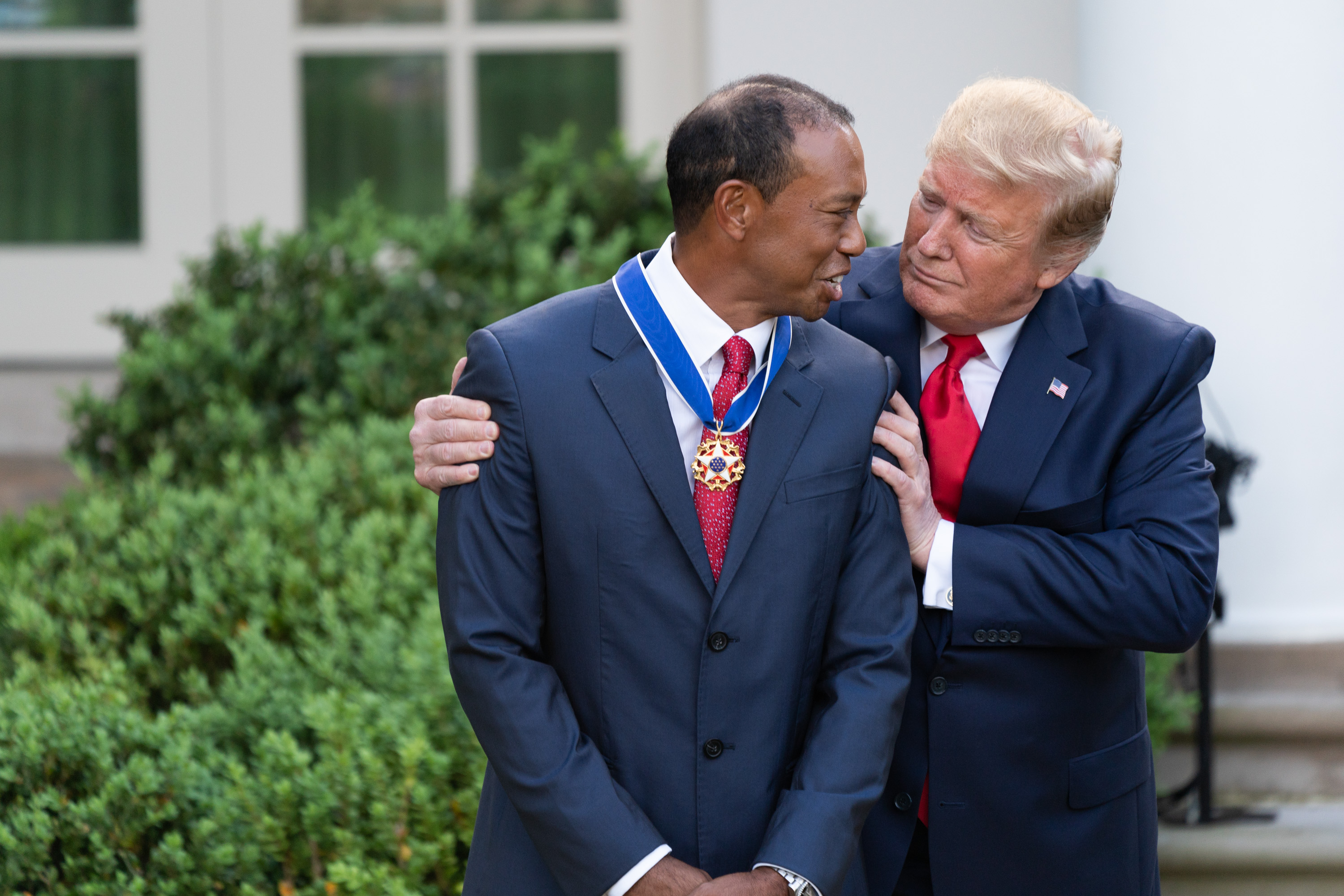
Donald Trump és Tiger Woods

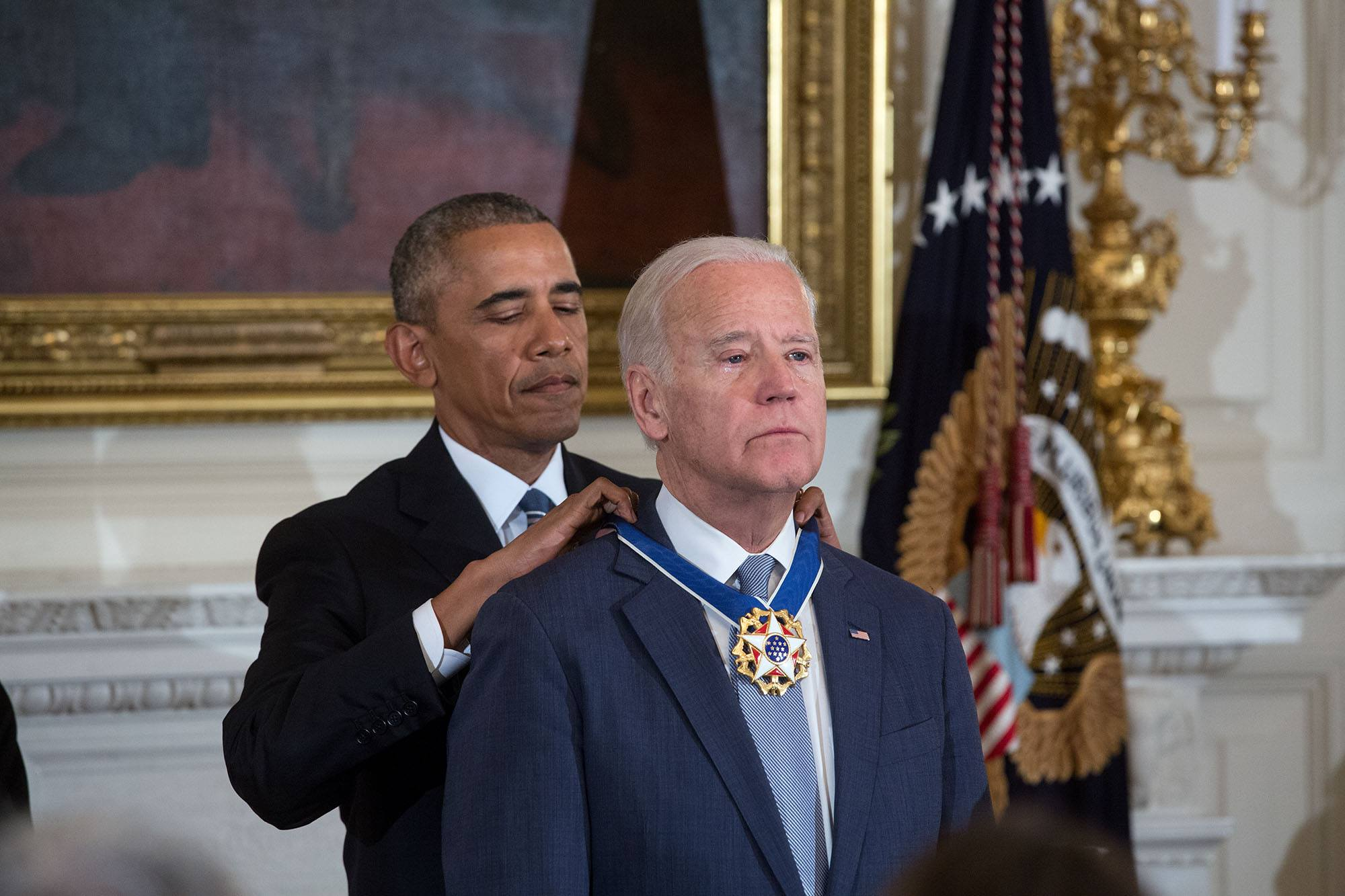
Barack Obama és Joe Biden

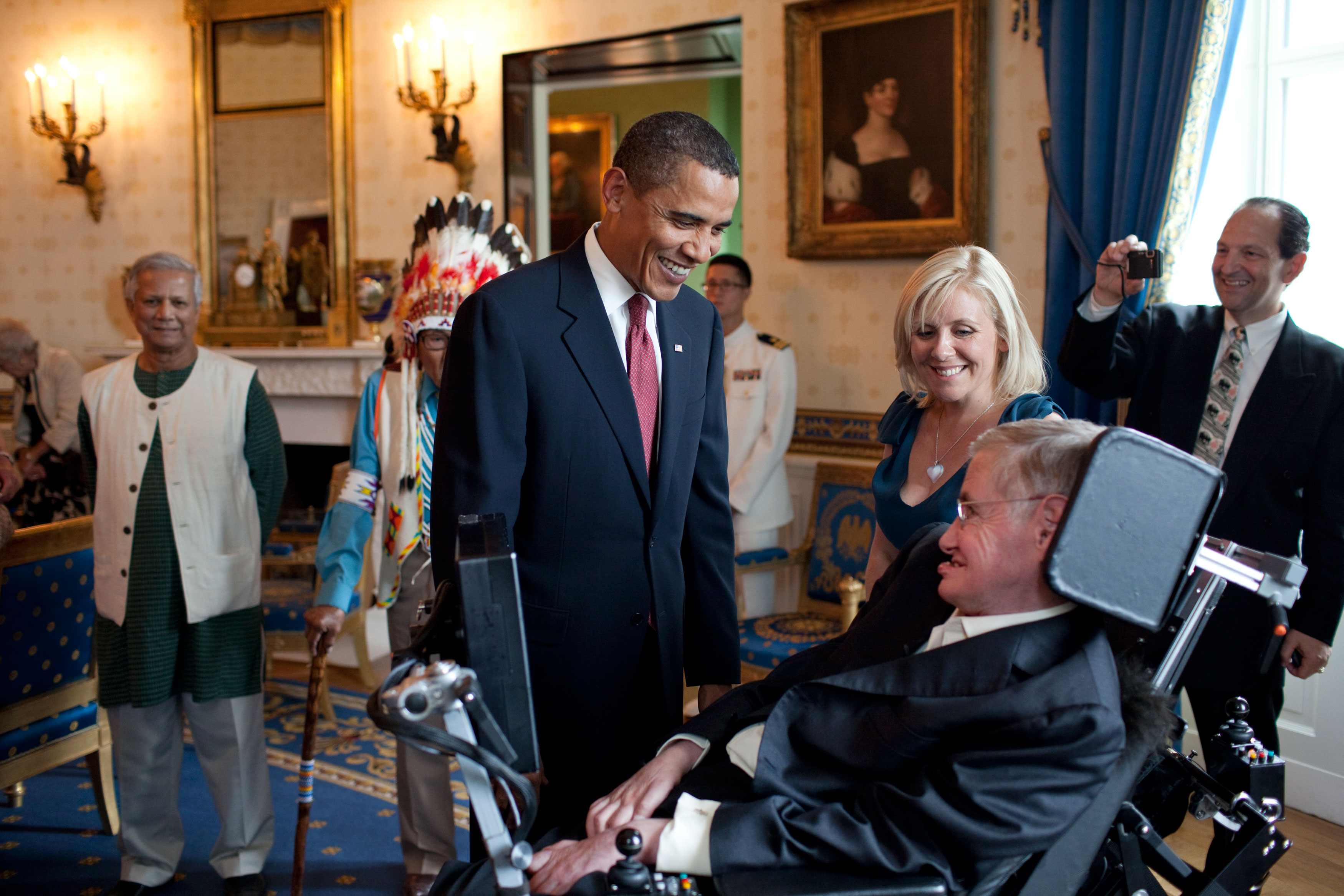
Barack Obama és Stephen Hawking

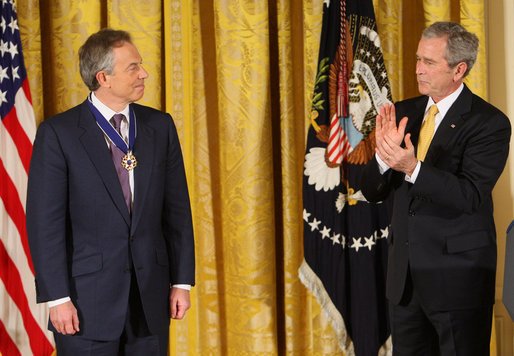
Tony Blair és George W. Bush

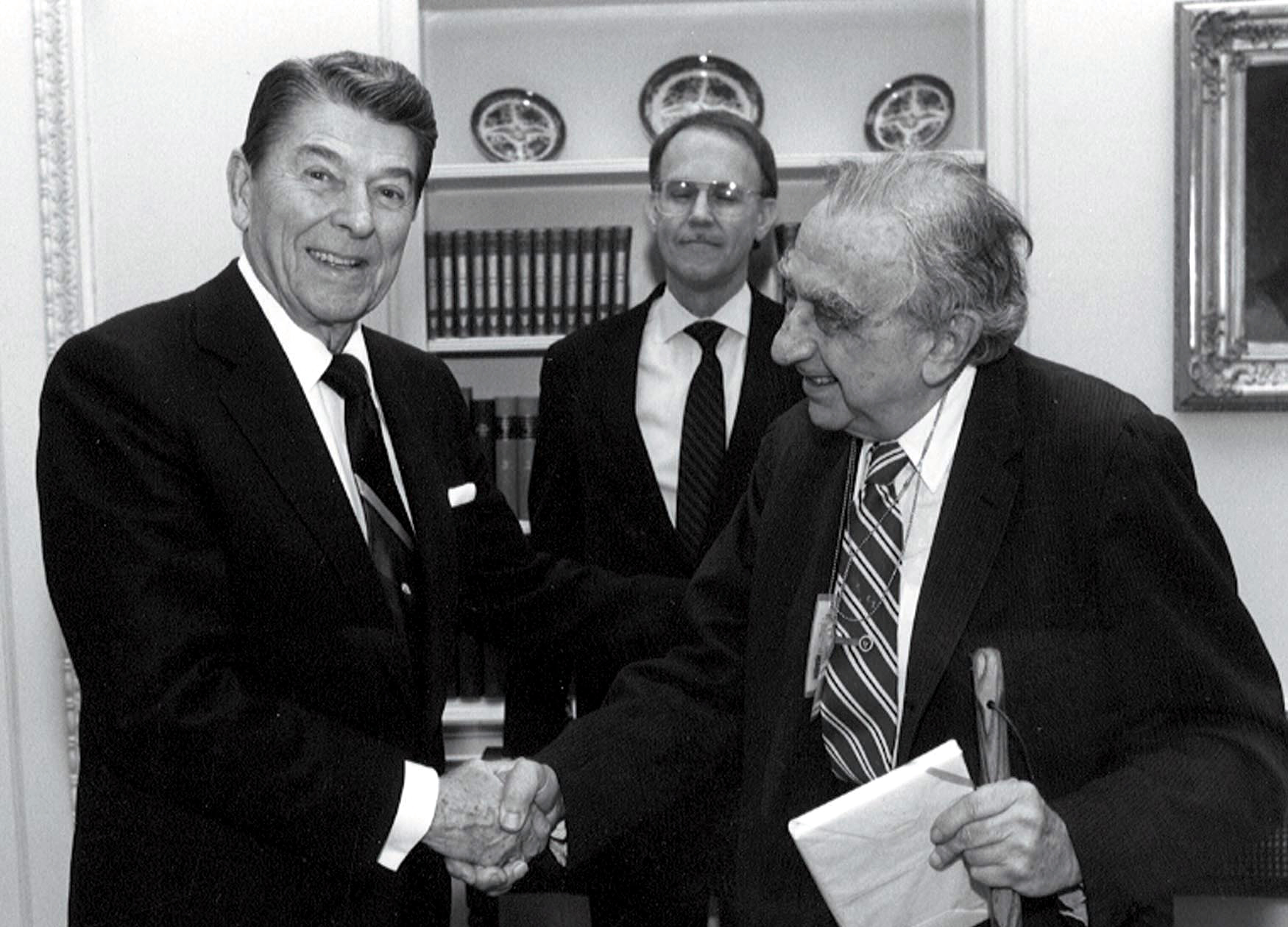
Ronald Reagan és Teller Ede

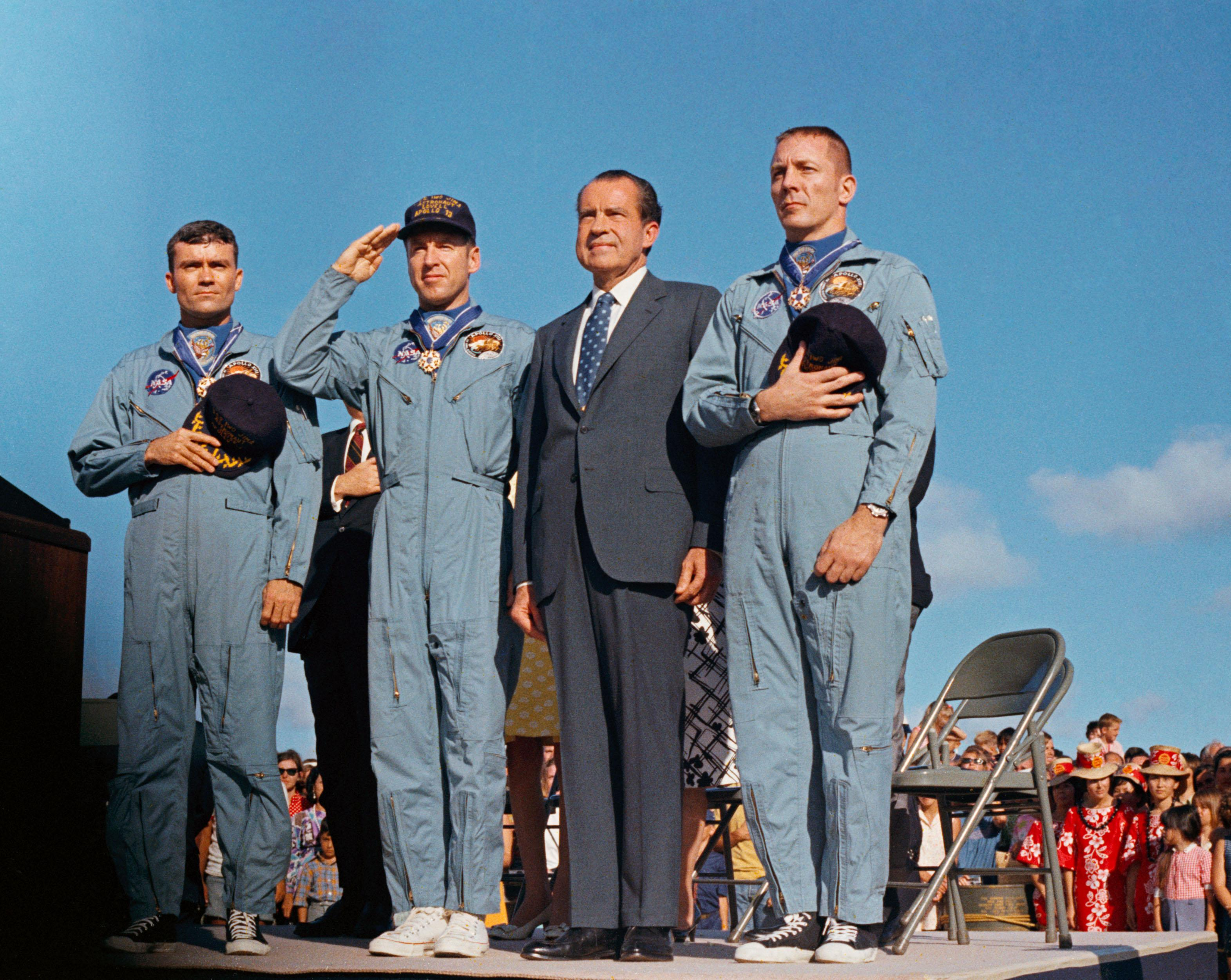
Richard Nixon és az Apollo 13 legénysége

## Híres díjazottak
| Díjazott              | Év   | | Elnök             | Jegyzet             |
| --------------------- | ---- | --- | ----------------- | ------------------- |
| Michael Bloomberg     | 2024 | üzletember, New York volt polgármestere                                                                 | Joe Biden         |                     |
| Jens Stoltenberg      | 2024 | politikus, Norvégia miniszterelnöke (2000-2001, 2005-2013), NATO főtitkár (2014-2024)                   | Joe Biden         |                     |
| Al Gore               | 2024 | politikus, Nobel-békedíjas környezetvédelmi aktivista, az Amerikai Egyesült Államok alelnöke (1993-2019 | Joe Biden         |                     |
| Nancy Pelosi          | 2024 | politikus, az Egyesült Államok Képviselőházának 52. elnöke (2007-2011, 2019-2023)                       | Joe Biden         |                     |
| Denzel Washington     | 2022 | színészek, aktivisták                                                                                   | Joe Biden         | [ 2 ]               |
| Megan Rapinoe         | 2022 | sport                                                                                                   | Joe Biden         | [ 2 ]               |
| John McCain           | 2022 | szenátorok                                                                                              | Joe Biden         | [ 2 ]               |
| Steve Jobs            | 2022 | üzletember                                                                                              | Joe Biden         | [ 2 ]               |
| Simone Biles          | 2022 | sport                                                                                                   | Joe Biden         | [ 2 ]               |
| Jim Jordan            | 2021 | képviselők                                                                                              | Donald Trump      | [ 3 ]               |
| Rush Limbaugh         | 2020 | rádió                                                                                                   | Donald Trump      | [ 4 ]               |
| Tiger Woods           | 2019 | sport                                                                                                   | Donald Trump      |                     |
| Jerry West            | 2019 | sport                                                                                                   | Donald Trump      | [ 5 ]               |
| Bob Cousy             | 2019 | sport                                                                                                   | Donald Trump      | [ 6 ]               |
| Antonin Scalia        | 2018 | Az Egyesült Államok Legfelsőbb Bíróság bírája                                                           | Donald Trump      | posztumusz          |
| Babe Ruth             | 2018 | sport                                                                                                   | Donald Trump      | posztumusz          |
| Elvis Presley         | 2018 | zene | Donald Trump      | posztumusz          |
| Joseph R. Biden       | 2017 | aktivisták                                                                                              | Barack Obama      |                     |
| Ellen DeGeneres       | 2016 | televízió                                                                                               | Barack Obama      | [ 9 ]               |
| Bill Gates            | 2016 | filantrópia                                                                                             | Barack Obama      | [ 9 ]               |
| Melinda Gates         | 2016 | filantrópia                                                                                             | Barack Obama      | [ 9 ]               |
| Robert De Niro        | 2016 | film | Barack Obama      | [ 9 ]               |
| Tom Hanks             | 2016 | film | Barack Obama      | [ 9 ]               |
| Robert Redford        | 2016 | film | Barack Obama      | [ 9 ]               |
| Diana Ross            | 2016 | zene | Barack Obama      | [ 9 ]               |
| Bruce Springsteen     | 2016 | zene | Barack Obama      | [ 9 ]               |
| Grace Hopper          | 2016 | számítástechnika és katonai                                                                             | Barack Obama      | posztumusz          |
| Michael Jordan        | 2016 | sportoló                                                                                                | Barack Obama      |                     |
| Kareem Abdul-Jabbar   | 2016 | sportoló                                                                                                | Barack Obama      |                     |
| Katherine Johnson     | 2015 | Tudomány és matematika                                                                                  | Barack Obama      |                     |
| Barbra Streisand      | 2015 | film | Barack Obama      | [ 10 ]              |
| Steven Spielberg      | 2015 | film | Barack Obama      | [ 10 ]              |
| Emilio Estefan        | 2015 | zene | Barack Obama      | [ 10 ]              |
| Gloria Estefan        | 2015 | zene | Barack Obama      | [ 10 ]              |
| Ichák Perlman         | 2015 | zene | Barack Obama      | [ 10 ]              |
| Meryl Streep          | 2014 | film | Barack Obama      | [ 11 ]              |
| Stevie Wonder         | 2014 | zene | Barack Obama      | [ 11 ]              |
| Oprah Winfrey         | 2013 | televízió                                                                                               | Barack Obama      | [ 12 ]              |
| Bill Clinton          | 2013 | elnökök                                                                                                 | Barack Obama      |                     |
| Madeleine Albright    | 2012 | amerikai kormánytagok                                                                                   | Barack Obama      |                     |
| Bob Dylan             | 2012 | zene | Barack Obama      |                     |
| Simón Peresz          | 2012 | állam és kormányfők                                                                                     | Barack Obama      | Izrael              |
| George H. W. Bush     | 2011 | elnökök                                                                                                 | Barack Obama      |                     |
| Warren Buffett        | 2011 | üzlet és gazdaság                                                                                       | Barack Obama      | [ 13 ]              |
| Angela Merkel         | 2011 | állam és kormányfők                                                                                     | Barack Obama      | Németország         |
| Stephen Hawking       | 2009 | tudósok                                                                                                 | Barack Obama      |                     |
| Muhámmad Iunúsz       | 2009 | üzlet és gazdaság                                                                                       | Barack Obama      |                     |
| Desmond Tutu          | 2009 | vallás                                                                                                  | Barack Obama      |                     |
| Tony Blair            | 2009 | állam és kormányfők                                                                                     | George W. Bush    | Egyesült Királyság  |
| Ellen Johnson Sirleaf | 2007 | állam és kormányfők                                                                                     | George W. Bush    | Libéria             |
| Aretha Franklin       | 2005 | zene | George W. Bush    |                     |
| Muhammad Ali          | 2005 | sportoló                                                                                                | George W. Bush    |                     |
| II. János Pál         | 2004 | vallás                                                                                                  | George W. Bush    |                     |
| Václav Havel          | 2003 | állam és kormányfők                                                                                     | George W. Bush    | Csehország          |
| Teller Ede            | 2003 | tudósok                                                                                                 | George W. Bush    |                     |
| Plácido Domingo       | 2002 | zene | George W. Bush    |                     |
| Bill Cosby            | 2002 | televízió                                                                                               | George W. Bush    | [ 14 ]              |
| Nelson Mandela        | 2002 | állam és kormányfők                                                                                     | George W. Bush    | Dél-Afrika          |
| Jesse Jackson         | 2000 | aktivista                                                                                               | Bill Clinton      |                     |
| Gerald Ford           | 1999 | elnökök                                                                                                 | Bill Clinton      |                     |
| Jimmy Carter          | 1999 | elnökök                                                                                                 | Bill Clinton      |                     |
| Helmut Kohl           | 1999 | állam és kormányfők                                                                                     | Bill Clinton      | Németország         |
| Rosa Parks            | 1996 | aktivista                                                                                               | Bill Clinton      |                     |
| Ronald Reagan         | 1993 | elnökök                                                                                                 | George H. W. Bush | posztumusz          |
| Audrey Hepburn        | 1992 | film | George H. W. Bush |                     |
| Ella Fitzgerald       | 1992 | zene | George H. W. Bush |                     |
| Elie Wiesel           | 1992 | irodalom                                                                                                | George H. W. Bush |                     |
| Dick Cheney           | 1991 | amerikai kormánytagok                                                                                   | George H. W. Bush |                     |
| Margaret Thatcher     | 1991 | állam és kormányfők                                                                                     | George H. W. Bush | Egyesült Királyság  |
| Lech Wałęsa           | 1989 | aktivista                                                                                               | George H. W. Bush |                     |
| Anvar Szadat          | 1984 | állam és kormányfők                                                                                     | Ronald Reagan     | posztumusz Egyiptom |
| Frank Sinatra         | 1985 | zene | Ronald Reagan     |                     |
| James Stewart         | 1985 | film | Ronald Reagan     |                     |
| Teréz anya            | 1985 | vallás                                                                                                  | Ronald Reagan     |                     |
| Kirk Douglas          | 1981 | film | Jimmy Carter      |                     |
| John Wayne            | 1980 | film | Jimmy Carter      |                     |
| Lyndon B. Johnson     | 1980 | elnökök                                                                                                 | Jimmy Carter      | posztumusz          |
| Tennessee Williams    | 1980 | irodalom                                                                                                | Jimmy Carter      |                     |
| Henry Kissinger       | 1977 | amerikai kormánytagok                                                                                   | Gerald Ford       |                     |
| Arthur Rubinstein     | 1976 | zene | Gerald Ford       |                     |
| Gregory Peck          | 1969 | film | Richard Nixon     |                     |
| Neil Armstrong        | 1969 | asztronauták                                                                                            | Richard Nixon     |                     |
| Walt Disney           | 1964 | film | Lyndon B. Johnson |                     |
| XXIII. János          | 1963 | vallás                                                                                                  | Lyndon B. Johnson | posztumusz          |
| John F. Kennedy       | 1963 | elnökök                                                                                                 | Lyndon B. Johnson | posztumusz          |